# بورگانکنت
بورگانکنت (به لاتین: Burgankent) یک منطقهٔ مسکونی در روسیه است که در داغستان واقع شده‌است.